# Caxtamusín
Caxtamusín är en ort i Mexiko.   Den ligger i kommunen Ixtepec och delstaten Puebla, i den sydöstra delen av landet, 170 km öster om huvudstaden Mexico City. Caxtamusín ligger 512 meter över havet och antalet invånare är 201.
Terrängen runt Caxtamusín är lite bergig. Runt Caxtamusín är det ganska tätbefolkat, med 207 invånare per kvadratkilometer. Närmaste större samhälle är Olintla, 6,1 km nordväst om Caxtamusín. I omgivningarna runt Caxtamusín växer i huvudsak städsegrön lövskog.